# 1
Het jaar 1 is het eerste jaar in de 1e eeuw volgens de christelijke jaartelling.

## Gebeurtenissen

### Sociale wetenschappen
- Aarde: Bevolking van ongeveer 252 miljoen mensen.

### Politiek, recht en samenleving
- China: Confucius krijgt zijn eerste postume titel: heer Baochengxun Ni.
- Ethiopië: Stichting Aksum (ongeveer).
- Rome: Verkiezing van de consuls Gaius Caesar en Lucius Aemilius Paulus.

### Religie en mythologie
- In het christendom is het jaar 1 het Anno Domini ("jaar van de Heer"), dat het begin vormt van de christelijke jaartelling. In 523 berekende de monnik Dionysius Exiguus namelijk dat Jezus in dit jaar zou zijn geboren. Het geboortejaar van de historische Jezus is echter niet zeker. Als bijvoorbeeld het Bijbelverhaal klopt dat Jezus tijdens het koningschap van Herodes de Grote werd geboren, kan hij niet later dan in 4 v.Chr. zijn geboren, omdat Herodes in dat jaar overleed.
- Boeddhisme: Introductie in het Chinese keizerrijk.

### Kunst en cultuur
- Literatuur: Ovidius schrijft  de Metamorfosen.

### Techniek en toegepaste wetenschappen
- Rome: Aankomst van de zijde.
- Rome: Gebruik van ruiten van matglas.
- Romeinse Rijk: Bouw van het aquaduct Aqua Alsienta.
- Bouw van een haven in Portus, bij Ostia.
- Palestina/Haifa: Bouw van de eerste grote kunstmatige haven in de open zee in opdracht van Herodes de Grote.
- Mayacultuur: De Maya's richten tempels op in Centraal-Mexico o.a. in El Mirador. Ze ontwikkelen een schrift dat gebruikmaakt van hiërogliefen en voeren een uitgebreide kalender in, gebaseerd op astronomische waarnemingen.

## Geboren
- Junius Annaeus Gallio, Spaans-Romeins proconsul van Achaea (overleden 66)
- Sextus Afranius Burrus, prefect en adviseur van Nero (overleden 62)